# Andernach
Andernach – miasto w Niemczech, w kraju związkowym Nadrenia-Palatynat, w powiecie Mayen-Koblenz, siedziba gminy związkowej Pellenz, chociaż do niej nie należy. Leży nad Renem. W 2010 liczyło 29 542 mieszkańców.
W mieście rozwinął się przemysł drzewny, maszynowy, spożywczy i blacharski.
W mieście znajduje się stacja kolejowa i największy na świecie zimny gejzer.

## Osoby urodzone w Andernach
- Henry Charles Bukowski – amerykański poeta

## Współpraca
Miejscowości partnerskie:
- Dimona, Izrael
- Ekeren, Belgia
- Farnham, Wielka Brytania
- Saint-Amand-les-Eaux, Francja
- Stockerau, Austria
- Zella-Mehlis, Turyngia